# Rose O. Payne
Rose Marise Ostroff Payne (* 5. August 1909 in Lakebay, Washington (Bundesstaat), Vereinigte Staaten; † 18. April 1999 in Santa Clara, Vereinigte Staaten) war eine US-amerikanische Molekularbiologin und Hochschullehrerin. Sie war Professorin an der Stanford University und ist für ihre Entdeckung und ihren Beitrag zum Verständnis des menschlichen Haupthistokompatibilitätskomplexes, des HLA-Systems, bekannt.

## Leben und Werk
Payne studierte in den 1930er Jahren an der University of Washington (UW), wo sie 1932 einen Bachelor of Science und 1933 einen Master of Science erwarb. 1937 promovierte sie in Bakteriologie mit der Dissertation: Studies on the metabolism of bacteria of marine origin. Sie forschte an mehreren wissenschaftlichen Einrichtungen und lehrte bis zum Beginn des Zweiten Weltkriegs an der UW.
Während der Kriegsjahre arbeitete sie als Beraterin für Frauen in einer Werft in Portland, Oregon. Nach Kriegsende wurde sie wissenschaftliche Mitarbeiterin an der medizinischen Fakultät der Stanford University. Sie wurde leitende Wissenschaftlerin und leitete das Labor für Gewebetypisierung. 1972 wurde sie zur Professorin für Medizin (Hämatologie) ernannt, nur drei Jahre bevor sie emeritiert wurde. Nach ihrer offiziellen Pensionierung blieb sie weiterhin in Forschung und Lehre aktiv. 1980 war sie die erste Wissenschaftlerin an der Stanford University, die seit Beginn der Vorlesungsreihe im Jahr 1974 für die Katharine D. McCormick Distinguished Lecture in Stanford ausgewählt wurde.

## Forschung
Die Geschichte des menschlichen Histokompatibilitätssystems (HLA) begann mit der Vermutung, dass es auf weißen Blutkörperchen Blutgruppen geben könnte, wie sie bereits bei dem AB0-System, dem Rhesussystem und anderen auf roten Blutkörperchen nachgewiesen worden waren, und dass diese weißen Blutkörperchengruppen an Transfusionsreaktionen beteiligt sein könnten.
1948 wurde Payne als wissenschaftliche Mitarbeiterin für Hämatologie an der Stanford School of Medicine, damals in San Francisco, eingestellt und begann ihre Arbeit in der Immunhämatologie. Erythrozytenantigene wie ABO und Rh waren bereits beschrieben worden, und es gab Hinweise darauf, dass andere Alloantigene auf Leukozyten zu Transfusionsreaktionen beitragen könnten. 1954 entdeckte Jean Dausset, dass einige Seren von transfundierten Patienten Antikörper enthielten, die Leukozyten agglutinierten. 1957 veröffentlichte Payne ihre ersten Studien zu diesen Leukoagglutininen. 1958 entdeckte sie, dass Seren von multiparen Frauen solche Leukoagglutinine gegen väterliche Antigene enthielten, eine Entdeckung, die auch Jon van Rood machte.
Payne entwickelte eine umfangreiche Bibliothek dieser komplexen Schwangerschaftsseren und forschte zur Genetik der von den Seren erkannten Alloantigene. Dausset zeigte Anfang der 1960er Jahre, dass diese alloantigenen Unterschiede die Abstoßung von Hauttransplantaten beeinflussten, was darauf hinwies, dass sie an der Histokompatibilität beteiligt waren. 1960 zog Payne mit der Medizinischen Fakultät an den Stanford-Campus. Ihre Forschung zu Leukozytenantigenen wurde dort durch Walter Bodmer und Julia Bodmer unterstützt. Julia Bodmer übernahm die Analyse von Paynes Daten und schrieb ihr erstes Computerprogramm zur Analyse der Daten von Payne und van Rood. Dies ergab  drei Cluster von Leukozytenantigen (LA)-Reaktivitäten: Paynes LA1 (später umbenannt in HLA-A1) und LA2 (später umbenannt in HLA-A2) sowie van Roods 4a (später umbenannt in HLA-BW4). Trotz der komplexen multispezifischen Seren und der primitiven Leukoagglutinin-Assays, die ursprünglich zur Typisierung verwendet wurden, führten Payne und die Bodmers Vergleiche der Serumreaktivitäten, einige einfache Absorptionsassays und eine begrenzte Analyse von Familiendaten zu ihrer ersten Arbeit, in der sie Alloantigene definierten, die durch den sogenannten LA-Locus (später umbenannt in HLA-A) kontrolliert werden [28].
Payne und die Bodmers spielten weiterhin eine führende Rolle bei den darauffolgenden raschen Fortschritten bei der Definition von Leukozytenantigenen, ihrer Genetik und ihrer Rolle bei der Histokompatibilität. 1964 waren sie an der Gründung der Internationalen Histokompatibilitäts-Workshops beteiligt, die regelmäßig Ergebnisse, Reagenzien und Techniken austauschten. Bei diesen Workshops spielten Payne, Walter und Julia  Bodmer eine Schlüsselrolle bei der Erstellung von Zusammenfassungen der vorgestellten Arbeiten und, über das Nomenklaturkomitee, bei der Entwicklung der Nomenklatur zur Beschreibung der Antigene und ihrer Genetik. Es wurde bald erkannt, dass die HLA-Antigene eine Rolle bei der Abstoßung von Organtransplantaten spielten.
Payne untersuchte schon früh die Auswirkungen von Alloantikörpern bei nichtfebrilen Transfusionsreaktionen und beteiligte sich später an der Gewebetypisierung für Nierentransplantationen an der University of California, San Francisco mit Herb Perkins und in Stanford mit Samuel L. Kountz. Zusammen mit den Bodmers führte sie die Gewebetypisierung für die ersten Herztransplantationen durch, die in Stanford von Norman E. Shumway durchgeführt wurden. Payne führte auch Studien durch, die zeigten, dass HLA-A-Allele zwischen ethnischen Bevölkerungsgruppen variierten. Später war sie an der Beschreibung von HLA-D-Antigenen beteiligt.
Payne wurde 1972 zur Professorin für Medizin ernannt, nur drei Jahre bevor sie emeritiert wurde. Sie blieb weitere 15 Jahre aktiv, und ihre Daten und Erkenntnisse waren weiterhin von entscheidender Bedeutung für das schnell wachsende HLA-Feld. Von vielen Kollegen wurde sie als Mutter des HLA  bezeichnet.
Sie erhielt zahlreiche Auszeichnungen, darunter die Einrichtung des jährlichen Rose Payne Distinguished Scientist Award der Amerikanischen Gesellschaft für Histokompatibilität und Immunogenetik zu ihren Ehren. Der erste Preisträger war Walter Bodmer.
Payne starb 1999 im Alter von 89 Jahren nach kurzer Krankheit.

## Auszeichnungen und Ehrungen (Auswahl)
- 1964: John Elliot Memorial Award der American Association of Blood Banks[6]
- 1980: Katherine D. McCormick Distinguished Lecture

## Veröffentlichungen (Auswahl)
- Leukocyte agglutinins in human sera. Arch Intern Med. 99, 1957, S. 587.
- The association of febrile transfusion reactions with leuko-agglutinins. Vox Sang 2, 1957, S. 233. doi:10.1111/j.1423-0410.1957.tb03698.x